# ABS-CBN News Channel
ABS-CBN News Channel (ANC) est une chaîne de télévision d'information philippine appartenant à ABS-CBN Corporation.